# Pilis (hegység)
A Pilis vagy Pilis hegység (gyakran hibásan: Pilis-hegység) földrajzi kistáj és röghegység a Duna jobb partján, Budapest (Békásmegyer, Csillaghegy) és Esztergom között. A Dunántúli-középhegység legkeletibb kistája. A hegységet a Két-bükkfa-nyereg, a Dera-patak és a Szentléleki-patak völgye választja el északi szomszédjától, a Visegrádi-hegységtől, amelyet a köznyelvben, helytelenül, általában szintén a Pilis hegység részének tartanak, pedig geológiailag az Északi-középhegységhez tartozik. A hegyek nem kifejezetten magasak, inkább természeti értékeik miatt keresik fel sokan. Legmagasabb kiemelkedése a Pilis-tető (756 m).

## Történelem
A  hegység nevének eredete vitatott. Feltehetőleg legmagasabb kiemelkedése, a Pilis neve ragadt rá az egész hegységre. A pilis-szó kopasz hegytetőt is jelölt, ez összefügg a tonzúra-jelentésű régi magyar pilis szóval, amely ugyanakkor szláv jövevényszó.
A térség pontos történelmi szerepe kapcsán szintén vita alakult ki, melyet a Pilis-kutatás témaköre foglal össze. Annyi bizonyos, hogy a középkori királyok kedvelt vadászterülete volt. A hegyekben éltek egykor pálos remeték is. 
A XIX. század végétől üdülőövezetté, illetve parkerdőként kedvelt kirándulóhellyé vált.

## Domborzat

### 600 méter feletti csúcsai
- Pilis vagy Pilis-tető (756 méter, a Dunántúli-középhegység legmagasabb hegye)
- Nagy-Bodzás-hegy (717 méter)
- Nagy-Szoplák (710 méter)
- Kis-Szoplák (686 méter)
- Vaskapu-hegy (651 és 645 méter, amely nem azonos az esztergomi Vaskapuval)

A felsorolt hat csúcs lényegében egy tömbben, a Pilis sasbércén helyezkedik el, és az egész Dunazug-hegyvidéken a legmagasabb kiemelkedések közé tartoznak; rajtuk kívül csak a 699 méter magas Dobogó-kő és a 654 méteres Öreg-vágás-hegy fér be a Dunazug-hegység nyolc legmagasabb hegye közé, negyedik illetve hatodik helyen.

### Egyéb fontos hegyek
- Kevélyek
  - Nagy-Kevély (534 méter)
  - Kis-Kevély (488 méter)
- Oszoly, sziklamászó gyakorlóterepéről ismert

### A hegység barlangjai
Az itt található barlangok közül 15 fokozottan védett. A fokozottan védett barlangjai az Ajándék-barlang, az Amfiteátrum-barlang, az Ariadne-barlangrendszer, az Indikációs-barlang, a Kis-kevélyi-barlang, a Kis-Strázsa-hegyi-hasadékbarlang, a Papp Ferenc-barlang, a Pilis-barlang, a Pilisszántói-kőfülke, a Róka-hegyi-barlang, a Sátorkőpusztai-barlang, a Strázsa-hegyi-barlang, a Szent Özséb-barlang, a Szopláki-ördöglyuk és az Ürömi-víznyelőbarlang.
A tíz leghosszabb barlang a hegységben az Ariadne-barlangrendszer, az Ajándék-barlang, az Indikációs-barlang, a Szent Özséb-barlang, a Pilis-barlang, a Szopláki-ördöglyuk, a Papp Ferenc-barlang, a Sátorkőpusztai-barlang, a Pomázi kőfejtő Felső-barlangja és az Amfiteátrum-barlang. A barlangok hosszúság szerinti sorrendben vannak felsorolva. 1991-ig a helyi, hosszúsági ranglista élén a körülbelül 600 méternek ismert Pilis-barlang állt. 2010. december 12-től az Ariadne-barlangrendszer lett a Pilis leghosszabb barlangja.
A tíz legmélyebb barlang a hegységben az Ajándék-barlang, az Ariadne-barlangrendszer, a Szopláki-ördöglyuk, a Szent Özséb-barlang, a Szurdok-völgyi 2. sz. víznyelő, az Amfiteátrum-barlang, a Papp Ferenc-barlang, a Csókavári-barlang, a Sátorkőpusztai-barlang és az Avaros-barlang. A barlangok mélység szerinti sorrendben vannak felsorolva.

## Vízrajz
A hegységet a Dera-patak, majd a Szentléleki-patak völgye választja el a visegrádi tömbtől. A Pilis egyébként viszonylag vízszegény.
A terület vízrajzához tartozik még a pilisvörösvári tórendszer.

## Élővilág

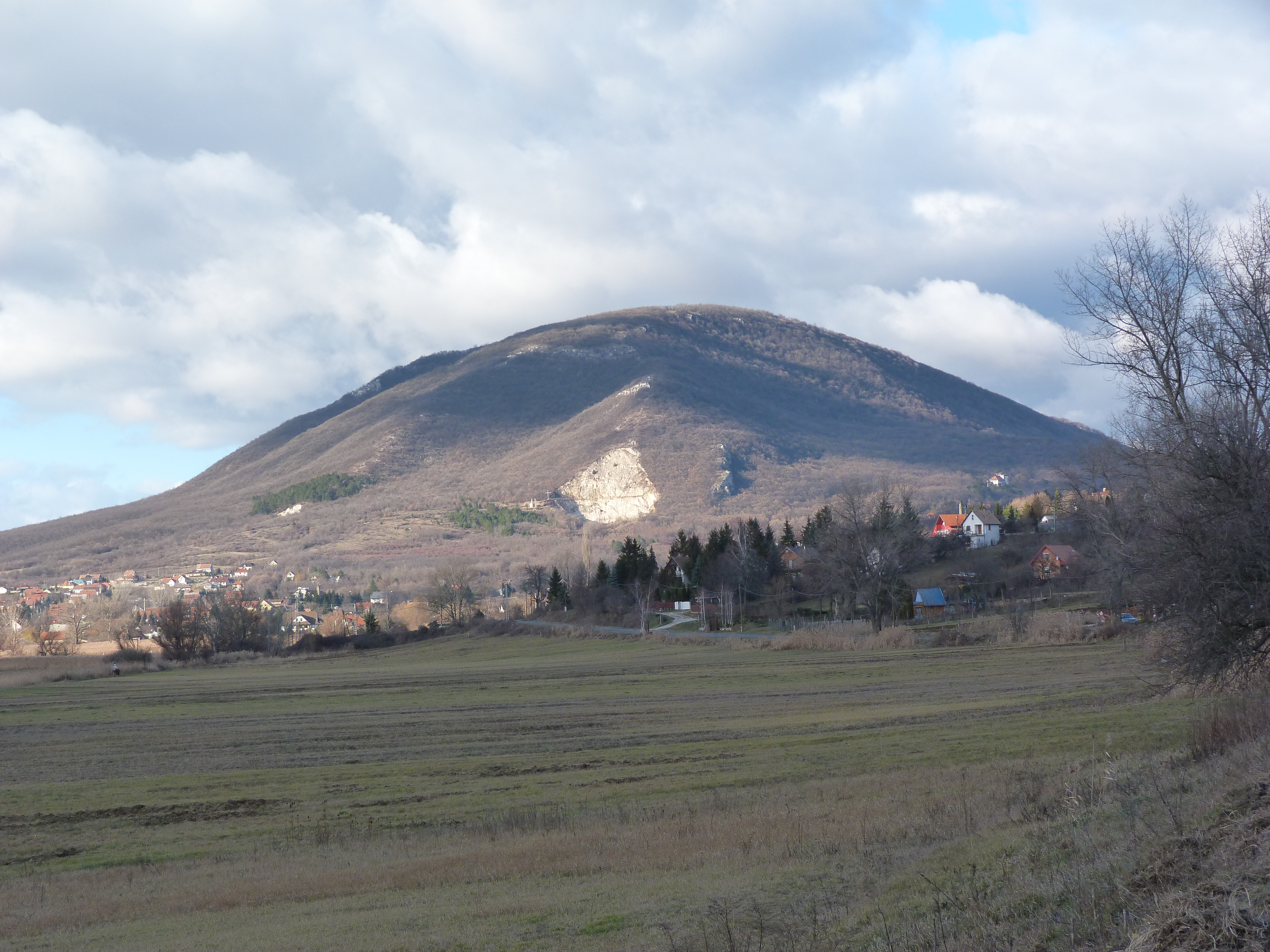
A Pilis délről, 2012

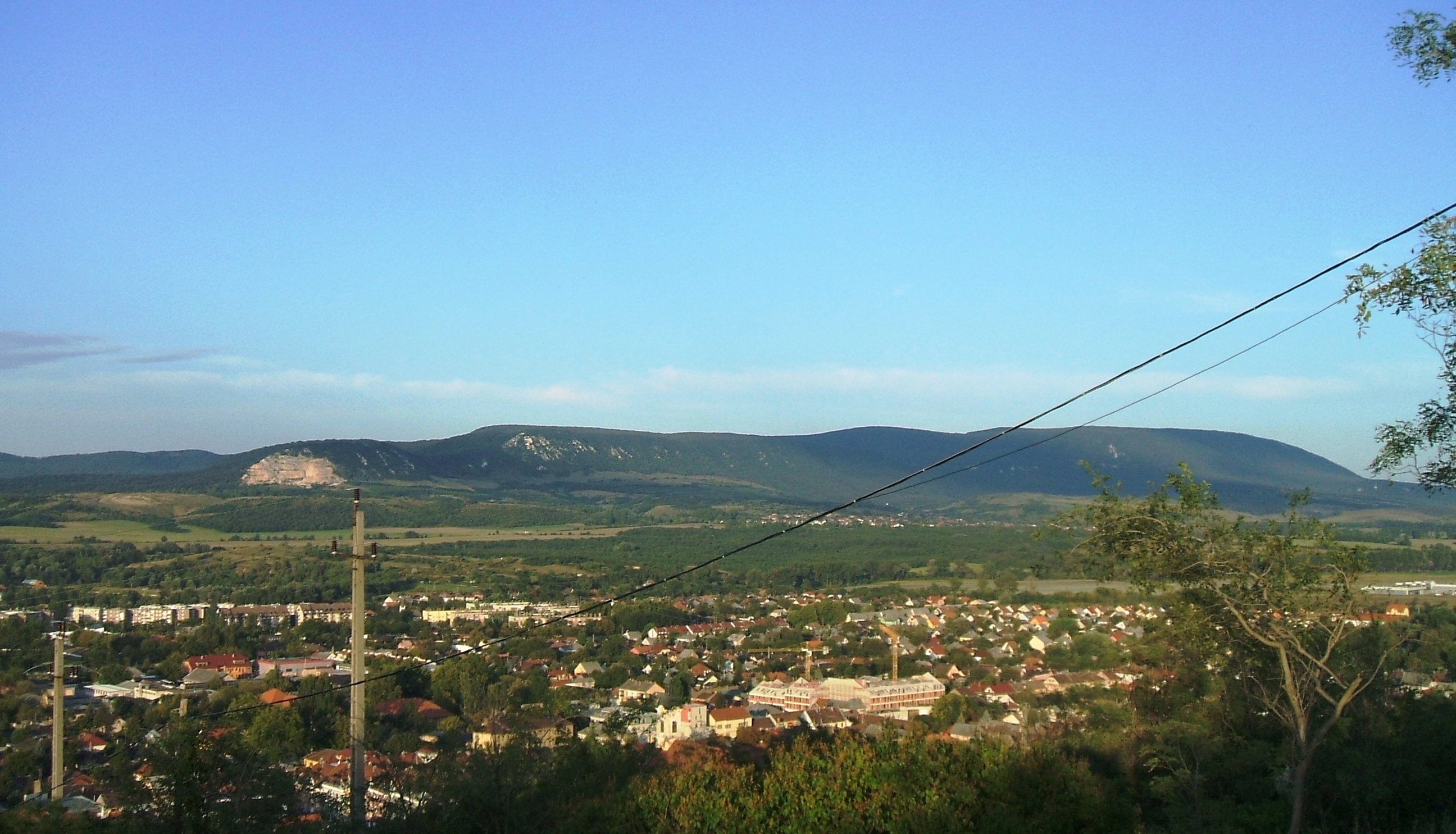
A Pilis vonulata Dorog irányából

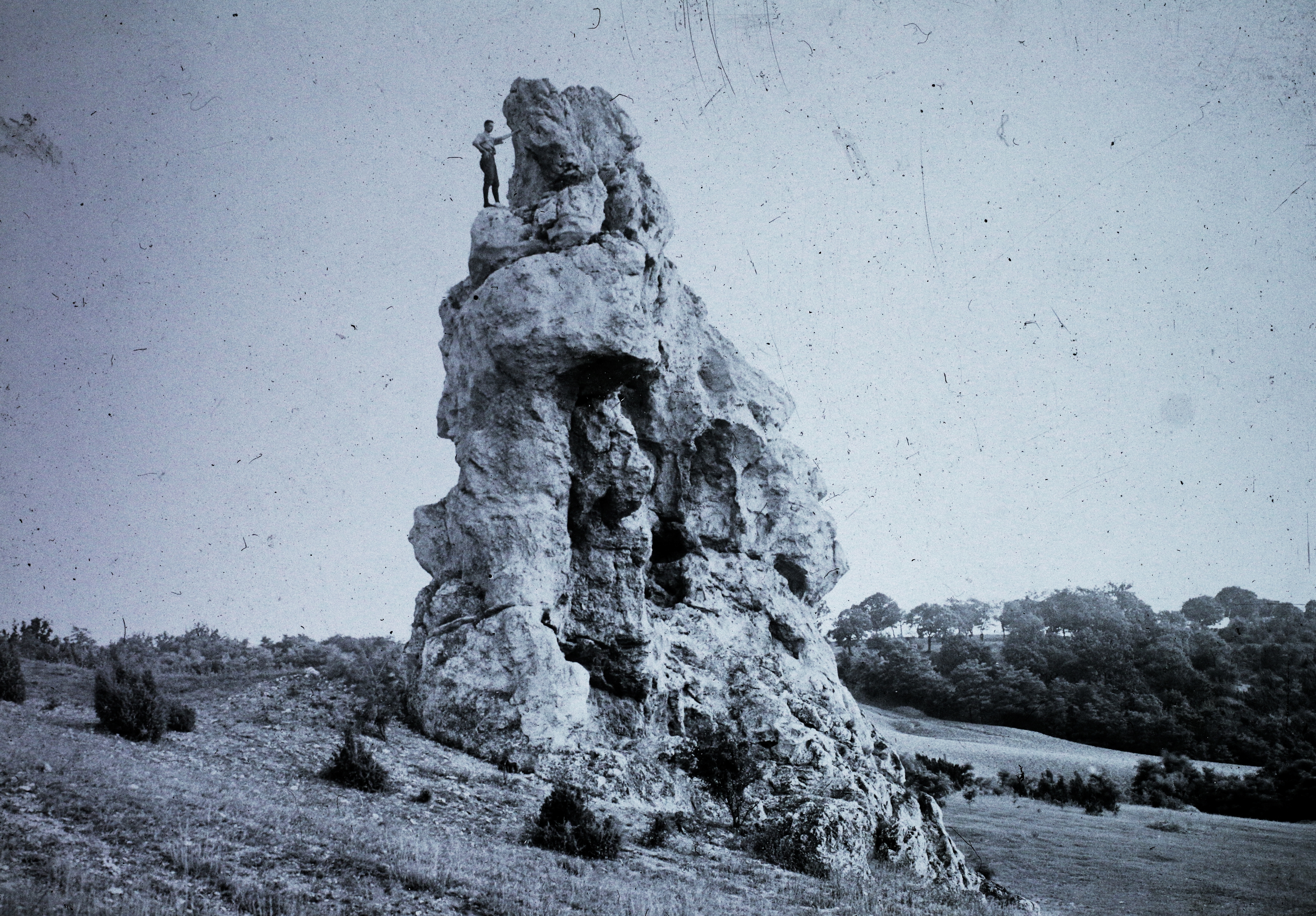
Ördögoltár

### Flóra
A hegyvidék növényföldrajzi értelemben a Bakonyicum flóravidék Pilisense flórajárásának a névadó tájegysége.
Jellemző erdőtársulása a mészkedvelő tölgyes (Orno–Quercetum pubescenti-cerris). Zonális erdőtársulásai a cseres–kocsánytalan tölgyesek (Quercetum petraeae-cerris), a gyertyános–tölgyesek (Carici pilosae-Carpinetum) és a bükkösök (Fagio medio-europaeum). A régibb korok erdőirtásainak eredményeként jelentős területet borítanak karsztbokorerdők. A meleg, déli lejtőkön nyílt és zárt dolomit sziklagyep (Festucetum pallentis, ill Brometum Pannonici), valamint dolomit lejtősztyeppek alakultak ki; a hűvösebb északi lejtőkre a hársas törmeléklejtő-erdők (Mercuriali–Tilietum) és az elegyes karszterdők (Fago–Ornetum) jellemzőek.
A Pilis jellegzetes fafajai a csertölgy (Quercus cerris), a kocsánytalan tölgy (Quercus petraea), a molyhos tölgy (Quercus pubescens), a mezei juhar (Acer campestre), a hegyi juhar (Acer pseudoplatanus), a kislevelű hárs (Tilia cordata), a nagylevelű hárs (Tilia platyphyllos) és a hegyi szil (Ulmus glabra), a tűlevelűek közól jelen van a feketefenyő (Pinus nigra), a szerb luc (Pinea omorika), valamint az erdeifenyő (Pinus sylvestris). A cserjék közül megtalálható a magyar vadkörte (Pyrus magyarica), a kecskerágó (Euonymus) és az egybibés galagonya (Crataegus monogyna).
Az aljnövényzetben fellelhető virágok többek közt: méregölő sisakvirág (Aconitum anthora), tavaszi hérics (Adonis vernalis), kányazsombor (Alliaria petiolata), gímpáfrány (Asplenium scolopendrium), magyar bogáncs (Carduus collinus), sajmeggy (Cerasus mahaleb), őszi kikerics (Colchicum autumnale), gyöngyvirág (Convallaria majalis), húsos som (Cornus mas), odvas keltike (Corydalis cava), , magyar zergevirág (Doronicum hungaricum), kék szamárkenyér (Echinops ritro subsp. ruthenicus), piros kígyószisz (Echium maculatum), magyarföldi husáng (Ferula sadleriana),  kikeleti hóvirág (Galanthus nivalis), tejoltó galaj (Galium verum), borzas repkény (Glechoma hirsuta), pirosló hunyor (Helleborus purpurascens), közönséges orbáncfű (Hypericum perforatum), homoki nőszirom (Iris humilis subsp. arenaria), Apró nőszirom (Iris pumila), tarka nőszirom (Iris variegata), galambvirág (Isopyrum),  sárga kövirózsa (Sempervivum globiferum subsp. hirtum), európai vörösfenyő (Larix decidua), tavaszi lednek (Lathyrus vernus), pilisi len (Linum dolomiticum), Borbás-kerep (Lotus borbasii), méhfű (Melittis melissophyllum),  szurokfű (Origanum vulgare), közönséges falgyom (Parietaria officinalis), tavaszi kankalin (Primula veris), kökény (Prunus spinosa), leánykökörcsin (Pulsatilla grandis), magyar kökörcsin (Pulsatilla flavescens, P. hungarica),  fekete kökörcsin (Pulsatilla pratensis subsp. nigricans),  salátaboglárka (Ranunculus ficaria), homoki varjúháj (Sedum urvillei), márványos kövirózsa (Sempervivum marmoreum), barkócaberkenye (Sorbus torminalis), szirti gyöngyvessző (Spiraea media), délvidéki árvalányhaj (Stipa eriocaulis), csinos árvalányhaj (Stipa pulcherrima), hegyi tarsóka (Thlaspi montanum), nagy csalán (Urtica dioica), illatos ibolya (Viola odorata), Waldstein-pimpó (Waldsteinia geoides).

### Fauna
A Pilis területén, ill. a medencékben fészkel egyebek mellett a gyurgyalag, a holló, a héja, a vándorsólyom, az uhu, a fekete gólya, az erdei pacsirta, a hegyi billegető és a bajszos sármány, a sík részeken a gyöngybagoly, a vörös vércse, a kabasólyom, a búbos banka és a parlagi pityer is. A barna kánya költőfajként az utóbbi években telepedett vissza.